# Semiramisia
Semiramisia je rod rostlin s osmi druhy, náležející do čeledi vřesovcovité. Rod zahrnuje 4 druhy a je rozšířen v Jižní Americe.

## Druhy
- Semiramisia alata
- Semiramisia karsteniana
- Semiramisia pulcherrima
- Semiramisia speciosa